# Dimos Kimolos
Dimos Kimolos (Kimolos) är en kommun i Grekland.   Den ligger i prefekturen Kykladerna och regionen Sydegeiska öarna, i den sydöstra delen av landet, 150 km sydost om huvudstaden Aten. Antalet invånare är 910. Arean är 36 kvadratkilometer. Dimos Kimolos ligger på ön Nísos Kímolos.
Terrängen i Dimos Kimolos är kuperad norrut, men söderut är den platt.